# Россошина 1-я
Россошина 1-я — река на Камчатке. Протекает по территории Усть-Камчатского района Камчатского края России. Левый приток реки Радуги.
Названа русскими казаками-первопроходцами, от россоха — «развилка».
Река Россошина 1-я берёт начало на северо-западном склоне пика Открытый. Течёт на юго-запад по горному ущелью. Впадает в реку Радуга слева на расстоянии 70 км от устья. Длина реки составляет 12 км.
Крупнейший правый приток реки — ручей Боковой.
По данным государственного водного реестра России относится к Анадыро-Колымскому бассейновому округу.
Код водного объекта 19070000112220000018170.